# Oleksandra Olijnykowa
Oleksandra „Sashka“ Denyssiwna Olijnykowa (ukrainisch Олександра Денисівна Олійникова; englische Transkription Oleksandra Oliynykova; * 3. Januar 2001 in Kiew) ist eine kroatisch-ukrainische Tennisspielerin.

## Karriere
Als Oleksandra Olijnykowa zehn Jahre alt war, floh die Familie aus der Ukraine nach Kroatien. Sie begann mit fünf Jahren das Tennisspielen und bevorzugt Sandplätze. Sie spielt vor allem auf der ITF Women’s World Tennis Tour, wo sie bislang zehn Turniere im Einzel und zwei im Doppel gewinnen konnte.

## Turniersiege

### Einzel
| Nr. | Datum             | Turnier                  | Kategorie   | Belag | Finalgegnerin         | Ergebnis       |
| --- | ----------------- | ------------------------ | ----------- | ----- | --------------------- | -------------- |
| 1.  | 17. November 2018 | Iraklio                  | ITF $15.000 | Sand  | Ania Hertel           | 7:63, 7:64     |
| 2.  | 23. Oktober 2022  | Iraklio                  | ITF W15     | Sand  | Vanda Lukács          | 6:4, 1:0       |
| 3.  | 6. November 2022  | Iraklio                  | ITF W15     | Sand  | Silvia Ambrosio       | 6:3, 7:5       |
| 4.  | 23. April 2023    | Telde                    | ITF W15     | Sand  | Klaudija Bubelytė     | 6:3, 6:1       |
| 5.  | 4. August 2024    | Køge                     | ITF W35     | Sand  | Deborah Chiesa        | 6:73, 6:0, 6:3 |
| 6.  | 20. Oktober 2024  | Iraklio                  | ITF W35     | Sand  | Irina Bara            | 6:4, 6:1       |
| 7.  | 4. Mai 2025       | Santa Margherita di Pula | ITF W35     | Sand  | Dalila Spiteri        | 5:7, 6:2, 6:2  |
| 8.  | 11. Mai 2025      | Santa Margherita di Pula | ITF W35     | Sand  | Jekaterina Makarowa   | 6:4, 6:0       |
| 9.  | 25. Mai 2025      | Portorož                 | ITF W50     | Sand  | Kajsa Rinaldo Persson | 3:6, 6:2, 6:4  |
| 10. | 13. Juli 2025     | Den Haag                 | ITF W75     | Sand  | Jessica Pieri         | 6:1, 6:3       |

### Doppel
| Nr. | Datum            | Turnier | Kategorie | Belag | Partnerin            | Finalgegnerinnen                                       | Ergebnis |
| --- | ---------------- | ------- | --------- | ----- | -------------------- | ------------------------------------------------------ | -------- |
| 1.  | 11. Januar 2020  | Antalya | ITF W15   | Sand  | Sapfo Sakellaridi    | Vasilisa Aponasenko Nicole Fossa Huergo                | 6:2, 6:2 |
| 2.  | 29. Oktober 2022 | Iraklio | ITF W15   | Sand  | Lauryn John-Baptiste | Ginevra Parentini Vallega Montebruno Aleksandra Simeva | 6:0, 6:1 |